# Anaxagorea brevipedicellata
Anaxagorea brevipedicellata är en kirimojaväxtart som beskrevs av Timmerman. Anaxagorea brevipedicellata ingår i släktet Anaxagorea och familjen kirimojaväxter. Inga underarter finns listade i Catalogue of Life.